# Вашари (Поткозарје)
Успостављање годишњих сајмова или вашара везује се за средњи вијек и за појаву трговине, која се у својим зачецима одвијала размјеном производа. У Босанској крајини традиционални годишњи сајмови (вашари) одржавали су се већ неколико вијекова.

## Вашари у Бањалуци
За одржавање пазара у старој Бањој Луци још 1554. године зна се из Софи-Мехмед пашине закладнице. 
У Бањој Луци је био један од највећих сајмова у Босни и Херцеговини. Тај сајам се одржавао на православне Духове, а трајао је пуних 8 дана. Ту су долазили трговци из цијеле Босне и Херцеговине, из Аустроугарске монархије, па и из Цариграда.
Бањалучки годишњи сајам, како је речено изнад, одржава се сваке године на православне Духове. То је вјерски празник, који календарски зависи од Ускрса и покретан је као и Ускрс. Траје три дана. Пред црквом у Бањој Луци одржавао се збор који је касније, вјероватно, прерастао у годишњи сајам (вашар). Сајам је почињао у недјељу и трајао је 8 дана. Најсвечаније је била ноћ уочи вашара.
Хамдија Крешевљаковић је дао објашњење откада се одржава овај велики сајам. Он каже да је слушао у Сарајеву и Бањој Луци да је годишњи сајам Бање Луке стар као и само мјесто, што значи да је био успостављен још прије пада под Турке. На то упућује и вријеме одржавања сајма, тј. црквени год по јулијанском календару који је важио за обје цркве у Босни. Да Турци нису затекли сајам, не би се наставио одржавати баш на овај црквени празник.
У Бањој Луци се одржавао сточни и робни сајам 8. и 9. новембра (Митровдан).

#### Примјер огласа
Сајам се објављивао путем јавних гласила и путем огласа. Такав један оглас најављује велики робни и марвени сајам који ће се одржати од 12. до 19. јуна 1938. године. На сајам је слободно дотјерати, каже се у огласу, сву врсту стоке са исправним путницирна, као и продавати свакодневну робу која је и у промету. Сајам је познат по промету разном марвом, а нарочито коњима. Даље се каже да је сајмиште снабдијевено месним вагама (великим вагама, на којима се може измјерити тежина натоварених запрежних кола), телефоном и електричним освјетљењем. Општинска такса за пренос власништва стоке износи 2% од продајне вриједности.

## Вашари у Приједору
На захтјев заступника појединих кадилука и вилајетској скупштини испослован је ферман 1867. године за одржавање сајма у Приједору. У Приједору се одржавао сточни и робни сајам 2. август, 3. и 4. августа  (Илиндан). Сајам је трајао по три дана.
Трке коња одржаване су 2. августа (Илиндан) на мјесту гдје је данас аеродром Урије код Приједора.

## Вашари у Козарцу, Дубици и Градишци
Козарац је имао годишњи сајам 26., 27., и 28. септембра.
У Босанској Дубици се одржава сточни и робни сајам 12., 13. и 14. јула (Петровдан) и сточни 10. октобра (Михољдан).
У Босанској Градишци се одржава и сточни и робни сајам 2, 3. и 4. јуна и 2, 3. и 4. августа (Илиндан). У Костајници је вашар 10. јуна и 3. септембра.